# Cornelia F. Maury
Cornelia Field Maury (Nueva Orleans, 1866-San Luis, 1942) fue una artista estadounidense, conocida por sus retratos de niños. Maury trabajaba a menudo en pasteles. Residía en St. Louis, Missouri.

## Biografía
Cornelia Field Maury nació en Nueva Orleans, Luisiana en 1866. Su familia había tenido un teatro en St. Louis, Missouri. Estudió en la Escuela de Bellas Artes de St. Louis (una parte de la Universidad de Washington en St. Louis) y en la Académie Julian en París. Estudió en Francia con Jules Joseph Lefebvre, Raphaël Collin, Benjamin Constant, Jean-Paul Laurens, Luc-Olivier Merson y Jules Dupré.
Fue miembro del Gremio de Artistas de St. Louis y de la Sociedad de Artistas Occidentales. En 1899, Maury exhibía su trabajo en el Gremio de Artistas de St. Louis. Su obra "Madre e hijo" se colgó en 1900 en el Salon des Artistes Francais.
Vivía en St. Louis en la casa de su familia, la histórica Guion House (también conocida como Maury House ) en el 5815 de Pennsylvania Ave en el vecindario de Carondelet.

## Muerte y legado
Murió en 1942, en Saint Louis, Missouri. Sin embargo, su año de muerte se ha atribuido incorrectamente con muchas otras fechas, y ya en 1934.
Su trabajo se encuentra en muchas colecciones de museos públicos, incluido el Smithsonian American Art Museum, entre otros.